# Botswanoncus ellisi
Genre
Espèce
Botswanoncus ellisi, unique représentant du genre Botswanoncus, est une espèce de pseudoscorpions de la famille des Ideoroncidae.

## Distribution
Cette espèce est endémique du Botswana. Elle se rencontre dans la grotte Diviners Cave dans le Gcwihaba.

## Description
Les femelles mesurent de 2,16 à 2,28 mm.

## Étymologie
Cette espèce est nommée en l'honneur de Roger Ellis.

## Publication originale
- Harvey & Du Preez, 2014 : A new troglobitic ideoroncid pseudoscorpion (Pseudoscorpiones: Ideoroncidae) from southern Africa. Journal of Arachnology, vol. 42, no 1, p. 105-110 (texte intégral).